# Малетина, Анастасия Игоревна
Анастаси́я И́горевна Малетина (урождённая Малетина, род. 23 ноября 1981 года в Тольятти, СССР) — российская яхтсменка, мастер спорта международного класса. Участница летних Олимпийских игр 2008 года. До 2020 года носила фамилию Чернова.

## Биография
Отец — Игорь Андреевич Малетин, заслуженный тренер России по парусному спорту.
Закончила Пензенский государственный педагогический университет, а также Всероссийский заочный финансово-экономический институт.
Яхтингом занимается с 11 лет. Выступала за ШВСМ (Тольятти). В 14 лет выполнила норматив мастера спорта. Соревновалась на яхтах классов «Оптимист», «Европа», «Луч-Радиал» и «Лазер-Радиал».
Главный тренер молодёжной сборной России по парусному спорту до 2021 года.
Участница соревнований по буерному спорту с 2018 года в классе Буер DN.

## Достижения
С 1993 по 2013 годы многократный победитель и призер первенств, чемпионатов и кубков России, Кубков Европы в классах «Оптимист», «Европа», «Луч-Радиал» и «Лазер-Радиал».
В 2017 году на чемпионате мира Mастерс (от 35 лет и старше) завоевала золото.
Участвовала в составе Олимпийской сборной России на летних Олимпийских играх 2008 года в Пекине. Выступала в классе «Лазер-радиал».

## Статистика

### Лазер Радиал
| Соревнование/Год                    | 2008 |
| ----------------------------------- | ---- |
| Парусный спорт на Олимпийских играх | 27   |